# Caenoplana variegata
Espèce
Caenoplana variegata est une espèce de vers plats terrestres du genre Caenoplana et de la famille des Geoplanidae (sous-famille des Rhynchodeminae).

## Description
L'espèce, assez grande, mesure de 5 à 12 cm. Elle se caractérise par un dos brun foncé à presque noir avec une bande jaune au centre de laquelle figurent deux fines lignes noires. La tête est pointue.

## Écologie et comportement

### Alimentation
Caenoplana variegata se nourrit essentiellement d'arthropodes qu'il trouve sur le sol (cloportes, myriapodes…).

### Reproduction
Cette espèce se reproduit par scissiparité.

## Aire de répartition
Son aire de répartition naturelle est l'Australie mais l'espèce est présente dans les jardins, les vergers et les pépinières d'Espagne, de France (notamment dans le Midi, en Bretagne et dans le Calvados), de Grande-Bretagne et des Pays-Bas où elle s'est acclimatée depuis 2014.

## Systématique
L'espèce Caenoplana variegata a été initialement décrite en 1888 par les naturalistes australiens Joseph James Fletcher (d) (1850-1926) et Alexander Greenlaw Hamilton (d) (1852-1941) sous le protonyme de Geoplana variegata,. Le nom valide complet avec auteur de ce taxon est ainsi Caenoplana variegata (Fletcher & Hamilton, 1888).

### Synonymes
Caenoplana variegata a pour synonymes les espèces suivantes :
- Australopacifica bicolor (Graff, 1899) ;
- Australopacifica variegata (Fletcher & Hamilton, 1888) ;
- Caenoplana bicolor (Graff, 1899) ;
- Geoplana bicolor Graff, 1899 ;
- Geoplana variegata Fletcher & Hamilton, 1888.

### Publication originale
1. ↑  
(en) Joseph James Fletcher, Alexander Greenlaw Hamilton, « Notes on Australian land planarians, with descriptions of some new species. Part I », Proceedings of the Linnean Society of New South Wales, Sydney, vol. 2, 1887, p. 349–374